# Сиверс, Густав Иванович
Гу́став Ива́нович Си́верс (нем. Alfred Gustav Sievers; 1843—1898) — российский энтомолог.

## Биография
Родился 10 (22) марта 1843 года в Санкт-Петербурге в семье Иоганна-Христиана Сиверса (1805—1867).
Учился в Петербургском, Гейдельбергском и Вюрцбургском университетах (сообщается также об учёбе в Боннском университете); в Гейдельбергском университете 10 ноября 1863 года получил степень доктора философии.
Его отец собрал богатую коллекцию и составил списки бабочек Санкт-Петербургской губернии и его увлечение передалось сыну, который занимался собирательством жуков из семейства усачей (Cerambycidae). Кроме этого он занимался коллекционированием моллюсков.
В 1869 году предпринял вместе с Радде ряд поездок по Кавказу, а в 1872 году сопровождал генерала Стебницкого в Тегеран и Закаспийский край. Отчёты о своих поездках он печатал в Petermann’s «Geograph. Mittheil.» (1872 и 1873) и в «Известиях Кавказского отдела Императорского русского географического общества» (1873—1874, Т. 2). Потом Сиверс был библиотекарем Тифлисской публичной библиотеки и учителем тифлисской гимназии, позже перешёл в Петербург в качестве секретаря великого князя Николая Михайловича и сопровождал великого князя в его путешествиях.
Был членом Русского энтомологического общества. Был произведён в статские советники.
Умер 15 (27) марта 1898 года. Похоронен на Смоленском евангелическом кладбище.

## Сочинения
- Verzeichniss der Schmetterlinge des St. Petersburger Gouvernements (Horae Societatis Entomologicae Rossicae 2, 1863)
- Regelmäßige Beiträge in Mémoires sur les Lepidoptères
- Стассфуртская калийная промышленность: К открытию «Всероссийской выставки плодоводства, садоводства и огородничества 1890 г.» в С.-Петербурге. — СПб.: тип. Ю. Вольнер и К°, 1890. — [4], 24 с.